# خوسيه نافارو
خوسيه نافارو (بالإنجليزية: José Navarro) (مواليد 7 يونيو 1981) هو ملاكم أمريكي، مثّل بلاده في الألعاب الأولمبية الصيفية 2000.

## روابط خارجية
خوسيه نافارو على موقع بوكس ريك (الإنجليزية) (registration required)
- خوسيه نافارو على موقع أوليمبيديا (الإنجليزية)